# 蟄伏

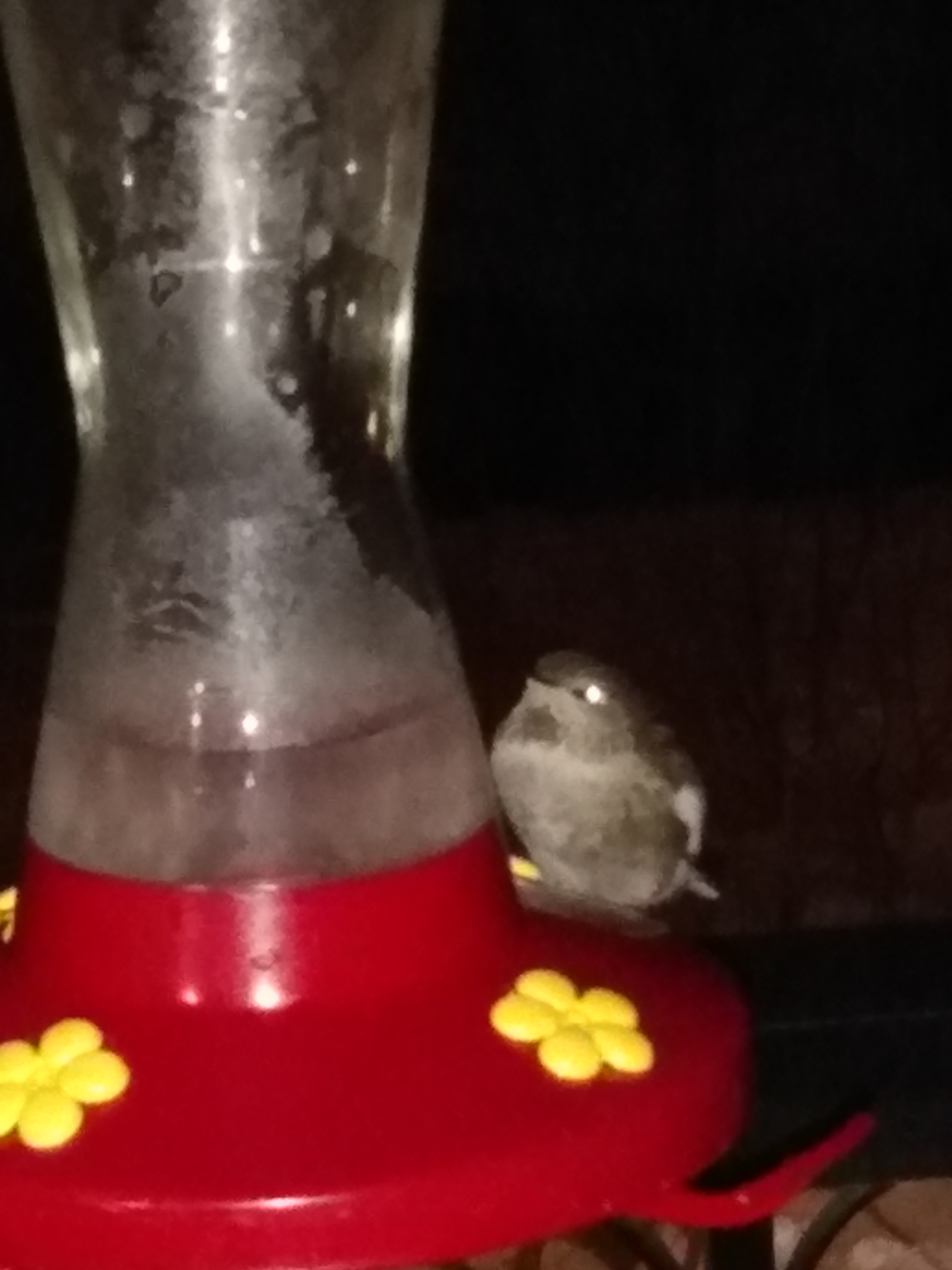
温哥华冬季夜间处于蛰伏状态的安娜蜂鸟

蟄伏 （拉丁文：Torpor）是動物體內生理活動降低的一種狀態，通常是由於體溫和代謝率降低而引起的。蟄伏使動物能夠在食物供應匱乏的時期生存下去。術語“蟄伏”可以指休眠者在低體溫和代謝率下度過的時間，持續數天至數週，或者少於24小時的時間。
每天進行蟄伏的動物包括鳥類（甚至是微小的蜂鳥，尤其是夜鳥類）和一些哺乳動物，包括許多有袋動物、囓齒動物（例如小鼠）和蝙蝠。這些動物在白天活動期間保持正常的體溫和活動量，但是在一天的某一期間（通常是夜晚）中，它們的代謝率和體溫下降，以節省能量。
一些動物會季節性地長時間處於不活動的休眠狀態，此時它們的體溫和新陳代謝會降低，而這是由多次蟄伏所造成的。如果發生在冬季，則稱為冬眠；如果發生在夏季，則稱為夏眠。
蟄伏是一個控制良好的溫度調節過程，而不是像以前認為的那樣，是關閉溫度調節的結果。有袋動物的蟄伏與非有袋動物的哺乳動物（真獸下綱）的蟄伏不同。真獸下綱依靠喚醒可以產生熱量的棕色脂肪組織作為加速變暖的機制。有袋動物喚醒的機制尚不清楚，但似乎不依賴棕色脂肪組織。